# Nuevo San Andrés 1
Nuevo San Andrés 1 es un barrio perteneciente al distrito Carretera de Cádiz de la ciudad andaluza de Málaga, España. Sus coordenadas son : 36º42’5’’N y 4º27’5’’W. Su código postal es el 29003.

## Ubicación
Según la delimitación oficial del ayuntamiento, limita al norte con el barrio de El Duende; al este, el barrio de Dos Hermanas; al sur, con Haza de la Pesebrera y Vistafranca; y al oeste, con el polígono industrial Nuevo San Andrés. A su vez, Nuevo San Andrés 1 limita al norte con el Bulevar Adolfo Suárez y al sur por la avenida Europa, esta última, es una de las vías más importantes del distrito Carretera de Cádiz. Por otra parte, la construcción del bulevar representa la unión de dos barrios antes separados por las vías del tren (Carretera de Cádiz y Cruz de Humilladero). Dicho bulevar se construyó sobre las vías del tren que en la actualidad han quedado soterradas dando lugar a esta calle ancha tan pintoresca. 
Tras la retirada del apeadero o estación de ferrocarriles de San Andrés y del famoso puente colgante del barrio, se construyó lo que es ahora la estación de Cercanías Victoria Kent. Esta estación es subterránea y se situada entre los barrios Nuevo San Andrés y El Duende. Fue inaugurada en 2009. Facilita el servicio de las líneas C-1 y C-2 procedentes de Fuengirola y Álora respectivamente.  
Entre los barrios de Nuevo San Andrés I, Haza de la Pesebrera y Dos Hermanas se encuentra el Colegio Espíritu Santo, centro educativo concertado fundado en 1965 y perteneciente a la Fundación Victoria.
En este barrio se encuentra la Asociación parroquial del Santísimo Cristo, Luz del Mundo, María Santísima del Mar, Nuestro Padre Jesús de los Niños y San Andrés apóstol, cuya sede social y casa hermandad se puede localizar en C/ Hoyo Higuerón 3.

## Historia
Es un barrio de una gran densidad poblacional y bloques en altura. Fue construido durante los años 1970 para alojar a vecinos del deteriorado barrio de San Andrés, del cual toma su nombre.
En su origen, fue un barrio de familias de pescadores, y hasta mediados de los 90 gozó de una importante industria con su industrial , contando con un hipermercado de más 1500 metros cuadrados como era el Diplo.
El 14 de marzo de 1972 los príncipes de España, Don Juan Carlos y Doña Sofía, visitaron las obras de los bloques de viviendas del barrio de Nuevo San Andrés.
El 1 de febrero de 2009 un tornado, de categoría EF2 de la Escala Fujita, provocó una veintena de heridos y graves desperfectos por valor de 24 millones de euros, afectando principalmente a la barriada de Nuevo San Andrés I. Según informes meteorológicos, fue el mayor tornado en los últimos 150 años en un núcleo urbano. 220 kilómetros horas fue la velocidad alcanzada.
En 1997 se crea la U.D. Dos Hermana San Andrés, club que reúne a jugadores de este junto con la unión de otros barios de la zona. Se juega en el campo El Duende (calle Paulo Freire 5)
Siempre ha sido considerado un barrio familiar, de entre las que destacan grandes sagas como “Los culillos” , “Los sopas” , “los milindris” y los “Zuritas”, famosos en el barrio por tener un importante número de componentes.
En las dos últimas décadas, hay una gran mezcla de culturas, dejando a un lado su pasado marinero.
Cabe destacar la labor de Teresa Retamero, al frente de la administración durante más de 30 años, combatiendo la desigualdad con respecto a otros barrios, y situando a San Andrés en el mapa malagueño por su renovación de infraestructuras.
Gregorio Mesa es presidente del club del fútbol desde su unificación con el colindante barrio de Dos Hermanas, consiguiendo importantes logros para un club modesto como varias temporadas en división de honor de juveniles, o el histórico ascenso a tercera división del fútbol español. El barrio ha sido cuna de muchísimos futbolistas criados en la llamada “La Plaza”, donde hasta no hace mucho jugaban los niños que luego jugarían para el club del barrio.

## Transporte
En autobús queda conectado mediante las siguientes líneas de la EMT: 
| Línea | Trayecto                                   | Recorrido | Frecuencia  |
| ----- | ------------------------------------------ | --------- | ----------- |
| 1     | Parque del Sur - Avda. Europa (San Andrés) | Recorrido | 8-9 minutos |

Además, junto al barrio se encuentra la estación de Victoria Kent del Cercanías Málaga.